# Parastagmatoptera tessellata
Parastagmatoptera tessellata är en bönsyrseart som beskrevs av Henri Saussure och Leo Zehntner 1894. Parastagmatoptera tessellata ingår i släktet Parastagmatoptera och familjen Mantidae. Inga underarter finns listade i Catalogue of Life.